# Lazarétta
Lazarétta (grec moderne : Λαζαρέττα), ou Lazarét(t)o (Λαζρέτ(τ)ο), est un îlot inhabité situé au nord de la côte ouest de la Crète, à proximité de la ville de La Canée. Il fait partie du dème de La Canée.